# Palaeoryctes
Palaeoryctes és un gènere extint de mamífers euteris de la família dels paleoríctids que visqueren a Àfrica i Nord-amèrica des del Paleocè inferior fins a l'Eocè inferior, fa entre 54,9 i 63,8 milions d'anys. Se n'han trobat restes fòssils al Canadà, els Estats Units i el Marroc. Aquest animal, semblant a una musaranya, mesurava 12,5 cm, i pesava al voltant de 20-60 g. Era prim i tenia dents típiques insectívores. Palaeoryctes i els seus parents evolucionaren i es van convertir en els grans carnívors de l'ordre Creodonta. Les dents molars no tenien gaire utilitat.
L'espècie P. minimus, del Paleocè superior del Marroc, és un dels mamífers més petits que es coneixen.